# Hemionitis
Hemionitis es un género con 84 especies descritas y 8 aceptadas de helechos perteneciente a la familia Pteridaceae. Es originaria de los Neotrópicos

## Descripción
Son helechos terrestres o rupícolas; con rizoma erecto a cortamente rastrero, escamoso, las escamas concoloras hacia el ápice del rizoma, aquellas en las porciones más viejas del rizoma con una franja media castaño o concolora (en H. palmata); hojas monomorfas a dimorfas; pecíolo castaño, pardo oscuro o pajizo, con un haz vascular; lámina simple, orbicular, pedata, pinnatífida o 1-2-pinnada, densa a esparcidamente pilosa, ocasionalmente con tricomas 2-celulares con glándulas en las puntas en el envés; nervaduras libres y bifurcadas o anastomosadas, las aréolas sin nérvulos incluidos; esporangios cubriendo las nervaduras a todo lo largo o a veces restringidos al 1/4 marginal (en H. subcordata); indusio ausente; parafisos ausentes; esporas tetraédrico-globosas, la perispora equinada, tuberculada, crestada; el número cromosomático es de x=30. 
Las especies se presentan típicamente en hábitats mesofíticos tales como rocas sombreadas, selvas altas perennifolias o comunidades riparias, pero ocasionalmente crecen en ambientes más áridos. Hemionitis arifolia (Burm. f.) T. Moore se presenta en Asia, pero sus afinidades con las especies del Nuevo Mundo son cuestionables y se requiere de más estudios al respecto.

## Taxonomía
Hemionitis fue descrito por Carlos Linneo y publicado en Species Plantarum 2: 1077. 1753. La especie tipo es: Hemionitis palmata L.

## Especies aceptadas
A continuación se brinda un listado de las especies del género Hemionitis aceptadas hasta abril de 2012, ordenadas alfabéticamente. Para cada una se indica el nombre binomial seguido del autor, abreviado según las convenciones y usos.
- Hemionitis arifolia (Burm. f.) T. Moore
- Hemionitis levyi E. Fourn.
- Hemionitis palmata L.
- Hemionitis pinnatifida Baker
- Hemionitis rufa (L.) Sw.
- Hemionitis × smithii (Trev.) C. Chr.
- Hemionitis subcordata (D.C. Eaton ex Davenp.) Mickel
- Hemionitis tomentosa (Lam.) Raddi